# Mátyás Meggyes
Mátyás Meggyes (ur. 22 lutego 1975) – węgierski zapaśnik walczący w stylu klasycznym.
Zajął ósme miejsce na mistrzostwach świata w 1997. Piąty na mistrzostwach Europy w 1997. Pierwszy w Pucharze Świata w 1994 i piąty w 1993. Mistrz świata młodzieży w 1993, drugi w 1995. Mistrz świata kadetów w 1990. Mistrz Europy juniorów w 1993 roku. Mistrz Węgier w 1997 roku.